# Faro de Ar Men
El faro de Ar Men (La roca, en idioma bretón) es un faro situado en el extremo oeste de la costa atlántica de Bretaña, en Francia, en el departamento de Finisterre. Fue construido entre 1867 y 1881 en la roca del mismo nombre, para señalar a los barcos el límite occidental de la Calzada de Sein, una zona de altos fondos marinos que prolongan hacia el oeste la isla de Sein, en el eje de la punta de Raz. Es un faro mítico debido a su ubicación aislada y alejada de la costa, a unas 7 millas náuticas de la isla de Sein, y debido a las dificultades que entrañaron su construcción. Fue automatizado en 1990.

## Descripción arquitectónica
El faro tiene 37 m de altura total. Consiste en una torre cilíndrica de mampostería de sillares de gres y de granito, levantada sobre un basamento de forma irregular hecho de mampostería de piedras vistas. Hay dos refugios de mampostería lisa adosados a la base de la torre, uno al este, el otro al noreste. La mitad superior de la torre está pintada en blanco, y la mitad inferior en negro. Una cornisa rematada por una barandilla metálica corona el tronco de la torre. La linterna está cubierta por un tejado de zinc, y se accede a ella por una escalera de caracol de mampostería.

## Historia de la construcción
La Comisión de los faros de 1825, encargada de la señalización luminosa de las costas de Francia, había instalado una luz en la punta de Raz en enfilación con un faro en la isla de Sein para señalar a los navíos que se mantuvieran alejados de esta zona de arrecifes azotada por fuertes corrientes. Pero ninguna luz les indicaba a cuanta distancia era necesario alejarse hacia la alta mar para estar a salvo. Los naufragios no cesaban y las quejas se multiplicaban. Por ese motivo la Comisión pidió en 1860 que se estudiara si no era posible construir un faro en alguna de las rocas que afloraban en el extremo oeste de la calzada de Sein. En el verano de ese año, los primeros estudios fueron llevados bajo la dirección de Léonce Reynaud, director del Servicio de los Faros, que encargó a una comisión compuesta de ingenieros hidrográficos, de ingenieros de Puentes y de oficiales de la Marina que valoraran cuál era el lugar idóneo. El ingeniero jefe del Departamento de Finisterre, Maitrot de Varennes, supervisó las operaciones y se propusieron varios arrecifes, entre los que la roca de Ar Men, la más occidental, se llevó más apoyos. Se descartó sin embargo en un primer tiempo debido a que no fue posible desembarcar en ella, y se llegó a la conclusión de que era imposible emprender una construcción en un lugar tan expuesto y tan exiguo.
Los tres intentos de desembarco de 1861 se saldaron con otros tantos fracasos, al igual que otro emprendido por el joven ingeniero de Puentes Paul Joly, destinado en Quimper. A pesar de todo, los intentos se reanudaron en 1866 y el primero en alcanzar la roca fue el patrón de la cofradía de los marineros de la isla de Sein, Tymeur, que pudo traer una muestra de la roca de Ar Men. Ya se pudo calcular que la roca medía 7 u 8 m por 12 o 15, que tenía una superficie muy desigual y que asomaba como máximo 1,50 m por encima de la superficie del mar y solo en épocas de mareas vivas. Al año siguiente, bajo la dirección de Paul Joly y del jefe de obras Lacroix, se lograron 7 arribajes con un tiempo total de permanencia en la roca de 8 horas en las que se perforaron 15 agujeros de 30 cm de profundidad. Las obras ya habían empezado.
La primera tarea de los constructores consistía en instalar un sistema de arribaje para permitir a las chalupas acercarse y permanecer lo más posible y con la mayor seguridad al lado de la roca. Para ello era necesario fijar a la roca unas anillas y unos pitones a los que podían engancharse los bicheros desde las chalupas, y que servían también de agarraderas a los obreros. Las perforaciones iban también destinadas al anclaje de las barras metálicas que habían de servir de armadura a la base de la construcción. Los obreros era aguerridos marineros de la isla de Sein, entrenados para la ocasión. Iban equipados con alpargatas para no resbalarse y con un cinturón salvavidas hecho de corcho. Trabajaban por parejas, y tenían a menudo que hacerlo tumbados en la roca, agarrándose de una mano y manejando las herramientas con la otra lo más rápidamente posible mientras las olas les cubrían. Si una les arrastraba, se mantenían a flote hasta que una de las embarcaciones presentes fuera a recogerlos para devolverlos al trabajo.
En 1867, se consiguió aplanar parcialmente la cima de la roca y perforar 40 agujeros más. La construcción en sí empezó en 1869, bajo la supervisión de otro ingeniero, Alfred Cahen. Al terminar la temporada de aquel año, tras haber logrado 24 arribajes que permitieron un total de 42 horas de trabajo en la roca, la roca llevaba 25 m³ de mampostería que afortunadamente seguían en pie al año siguiente. Durante la campaña de 1870, solo se lograron 8 desembarcos y 19 horas de trabajo en la roca. La campaña de 1871 no fue mejor y la construcción solo alcanzaba 3 m de altura.

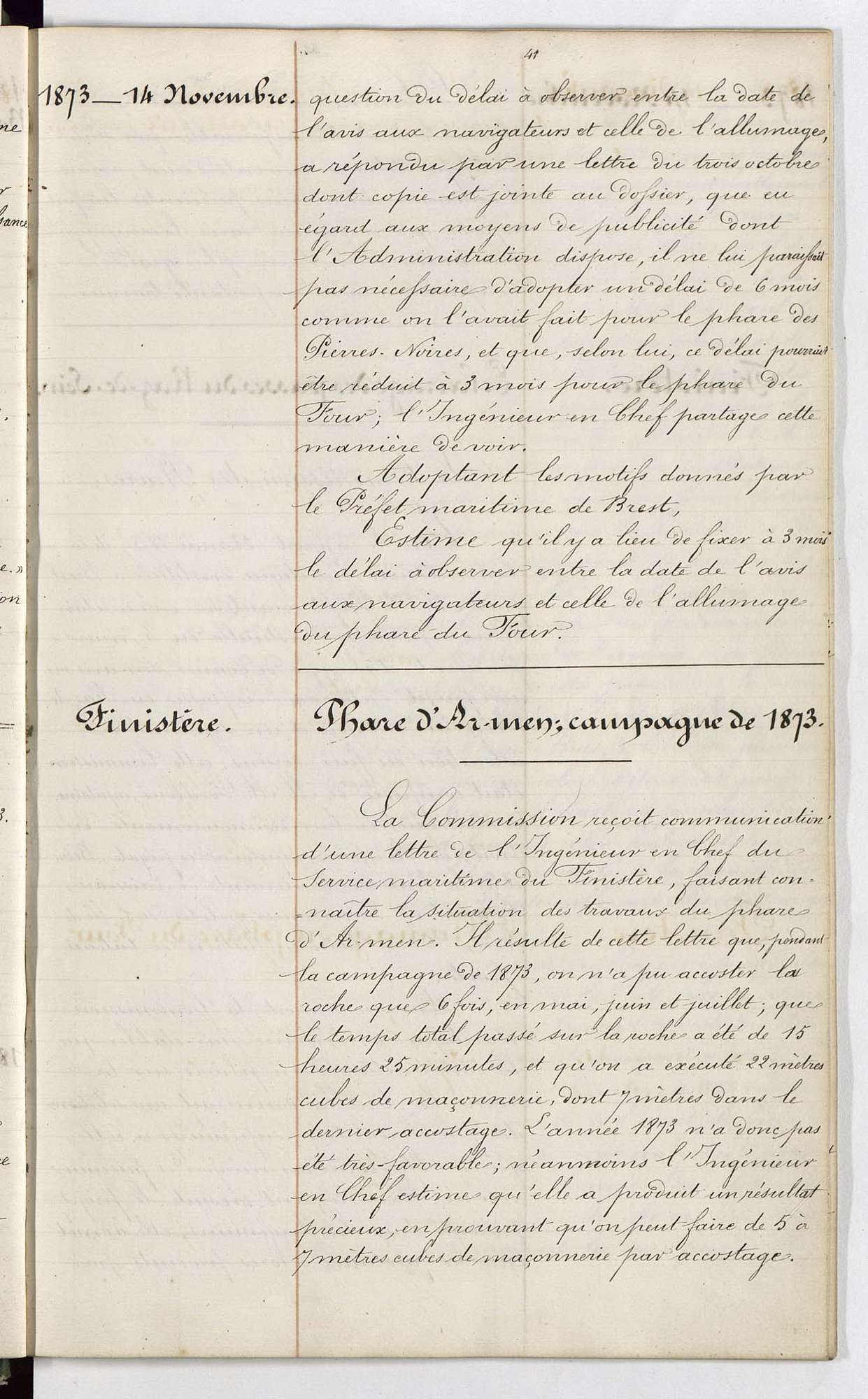
Informe sobre la construcción del faro (archivo de la Comisión de los faros, noviembre 1873)

En 1872, un nuevo jefe de obras de 25 años, Probesteau, sustituyó a Lacroix y de 1874 a 1881, el ingeniero Mengin-Lecreulx tomó el relevo de Cahen. Las obras se desarrollaban con lentitud, dado que a menudo las olas de las tormentas deshacían parte del trabajo realizado. En 1880, tras 12 años de trabajo, las obras se dieron por finalizadas, y la primera luz fue probada el 18 de febrero de 1881 por los cuatro primeros fareros que iban a habitar el faro. El 31 de agosto de ese año el faro fue encendido oficialmente, pero los ingenieros no pudieron saborear su triunfo por mucho tiempo. Empezaron a temer que el diámetro del faro fuese demasiado reducido en relación con la altura total del edificio, y que una torre tan alta sobre una roca apenas más ancha no aguantase los envites del enorme oleaje que se da en esta zona. Tras varios estudios, se decidió reforzar la estabilidad de la torre construyendo un sarcófago de obra de 11,20 m de alto en su base, hasta la altura de la plataforma de entrada.
Las obras de consolidación empezaron en 1897 y no fue hasta 1900 que se pudo considerar el faro de Ar Men como terminado.

## Historia técnica

### Óptica
- 31 de agosto de 1881 : luz blanca fija, distancia focal de 0,70 m
- 1 de enero de 1892 : luz blanca fija con ocultaciones cortas cada 5 s
- 1 de octubre de 1897 : luz blanca giratoria de 3 destellos cada 20 s; cubeta de mercurio[2]
- 10 de abril de 1990 : óptica giratoria de 6 paneles al 1/6, y de 0,25 m de distancia focal

### Energía
- 1 de octubre de 1897 : gas de aceite elaborado en île-de-Sein
- 1903: gas de petróleo
- 1990: electrificación y automatización